# Jonne Järvelä
Jonne Järvelä (ur. 3 czerwca 1974 w Lahti) – fiński wokalista i gitarzysta, grający w zespole Korpiklaani, gdzie często komponuje muzykę do utworów i pisze do nich teksty.

## Kariera muzyczna
Jonne Järvelä w 1993 roku założył, razem z gitarzystką Maaren Aikio, zespół Shamaani-Duo, który skupiał się głównie na muzyce folkowej. Teksty tego zespołu były śpiewane w językach lapońskich, czyli tymi, których używają Lapończycy. Jonne zajmował się w zespole głównie śpiewem (Joik) oraz grą na gitarze. Jeszcze w tym samym roku Jonne założył drugi zespół, który zapoczątkował jego przygodę z folk metalem. Był to Shaman inspirowany muzyką nagrywaną przez Shamaani-Duo. Jonne był jedynym stałym członkiem tego zespołu, pozostali grali w nim gościnnie. Oba albumy nagrane przez zespół, zostały wydane przez Natural Born Recdords, wytwórnię płytową należącą do żony Jonnego.
Ostatnim zespołem, jaki założył Jonne Järvelä jest Korpiklaani, który istnieje po dziś dzień, od roku 2003, kiedy zawiesił oficjalnie działalność zespołu Shaman. Korpiklaani posiada jednak już stałych członków i wydał więcej albumów niż poprzednie zespoły Jonnego. Zespół zyskał także znacznie większą popularność.
Jonne Järvelä był także przez krótki czas członkiem grupy Angelin tytöt grającej utwory folk w języku lapońskim. Muzyk ten, dzięki niepowtarzalnemu głosowi, współpracował także z grupą Finntroll, joikując na albumie Jaktens Tid.
Muzyk zapowiedział swój pierwszy solowy album, który ukazał się pod koniec 2014.

## Życie prywatne
Jest żonaty i posiada potomstwo.

## Dyskografia

### ZShamaani-Duo
- Hunka Lunka (1996, album)

### ZShamanem
- Ođđa mailbmi (1998, demo, singiel)
- Idja (1999, album)
- Shamániac (2002, album)

### ZKorpiklaani
- Spirit of the Forest (2003, album)
- Voice of Wilderness (2005, album)
- Tales Along This Road (2006, album)
- Tervaskanto (2007, album)
- Keep on Galloping (2008, singiel)
- Korven Kuningas (2009, album)
- Vodka (2009, singiel)
- Karkelo (2009, album)
- Ukon Wacka (2011, album)
- Manala (2012, album)
- Noita (2015, album)

### Albumy solowe
- Jonne (2014, album)

### Gościnnie
- Finntroll – Jaktens Tid (2001, album)
- Skiltron – Praying is Nothing
- Metsatöll – Karjajuht (2014, album)